# Premio Friuli Storia
Il Premio Friuli Storia, per esteso Premio nazionale di Storia contemporanea Friuli Storia, è un premio letterario assegnato annualmente a un'opera di storia contemporanea pubblicata in Italia. Il premio, assegnato per la prima volta nel 2014, è l’unico riconoscimento per la saggistica a livello nazionale ad affidare la scelta del vincitore a una giuria di lettori.

## Regolamento
Il premio è nato per venire incontro alla crescente domanda di storia da parte del grande pubblico, valorizzando le opere che sappiano meglio coniugare rigore scientifico e potenzialità di diffusione oltre la cerchia degli addetti ai lavori: per questo motivo il premio è assegnato di concerto da una giuria scientifica e da una giuria di lettori. La selezione del vincitore avviene in due fasi. Nella prima fase una giuria scientifica seleziona una terzina di finalisti tra le opere candidate nei termini stabiliti dal bando. La giuria scientifica è presieduta da Tommaso Piffer ed è composta da Elena Aga Rossi, Roberto Chiarini, Ernesto Galli della Loggia, Ilaria Pavan, Paolo Pezzino, Silvio Pons, Andrea Possieri e Andrea Zannini.
Nella seconda fase i volumi finalisti sono sottoposti al giudizio di una giuria di minimo 300 lettori, che esprimono il loro voto entro il 31 agosto di ogni anno. La premiazione si svolge in settembre a Udine.

## Sostenitori
Il premio è organizzato dall’Associazione Friuli Storia. Hanno contribuito alla sua realizzazione la Regione autonoma Friuli Venezia Giulia, la Provincia di Udine, la Fondazione Friuli, il Comune di Udine, Poste Italiane, Banca di Udine e il Gruppo Danieli. Nel corso degli anni hanno inoltre collaborato in varia misura all'organizzazione del Premio l’Associazione Partigiani Osoppo-Friuli, l’Istituto Friulano per la Storia del Movimento di Liberazione, l’Associazione Culturale èStoria, l’Associazione Gruppo Studi Storici e Sociali Historia, la Fondazione pordenonelegge.it e l'Università degli Studi di Udine.

## Albo dei finalisti e dei vincitori (in grassetto)
- 2024
  - Sergio Luzzatto, Dolore e furore (Einaudi, 2023)
  - Fabio Todero, Terra irredenta, terra incognita (Laterza, 2023)
  - Filippo Triola, L'orologio del potere (Il Mulino, 2023)
- 2023
  - Vittorio Coco, Il generale Dalla Chiesa, il terrorismo, la mafia (Laterza, 2022)
  - Thomas Hippler, Il governo del cielo. Storia globale dei bombardamenti aerei (Bollati Boringhieri, 2022)
  - Andrea Riccardi, La guerra del silenzio. Pio XII, il nazismo, gli ebrei (Laterza, 2022)
- 2022
  - Claudia Weber,  Il patto. Stalin, Hitler e la storia di un’alleanza mortale  (Einaudi, 2021)
  - Gianluca Falanga,  La diplomazia oscura. Servizi segreti e terrorismo nella Guerra fredda  (Carocci, 2021)
  - Paolo Macry,  Storia di fuoco. Patrioti, militanti, terroristi  (Il Mulino, 2021)
- 2021
  -  Jacopo Lorenzini,  L'elmo di Scipio. Storie del Risorgimento in uniforme  (Salerno)
  - Paolo Nello,  Storia dell'Italia fascista  (Il Mulino)
  - Volker Ulrich,  1945. Otto giorni a maggio. Dalla morte di Hitler alla fine del Terzo Reich. L'ultima settimana della Seconda guerra mondiale  (Feltrinelli)
- 2020
  -  István Deák,  Europa a processo. Collaborazione, resistenza e giustizia fra guerra e dopoguerra  (Il Mulino)
  - Carmine Pinto,  La guerra per il Mezzogiorno. Italiani, borbonici e briganti. 1860-1870  (Laterzia)
  - Antonella Salomoni,  Le ceneri di Babij Jar. L'eccidio degli ebrei di Kiev  (Il Mulino)
- 2019
  -  Raoul Pupo, Fiume citta di passione (Laterza)[3]
  - Francesco Benigno,  Terrore e terrorismo. Saggio storico sulla violenza politica  (Einaudi)
  - Michele Colucci,  Storia dell'immigrazione straniera in Italia. Dal 1945 ai nostri giorni  (Carocci)
- 2018
  -  Marco Mondini, Il Capo. La Grande Guerra del generale Luigi Cadorna (Il Mulino)[4]
  - Emanuele Ertola,  In terra d'Africa. Gli italiani che colonizzarono l'impero  (Laterza)
  - Marco Monte,  La grande carestia del 1813-1817 in Friuli. L'ultima grande crisi di sussistenza del mondo occidentale  (Gaspari)
- 2017
  -  Maria Teresa Giusti,  La campagna di Russia. 1941-1943 (Il Mulino)[5]
  - Tiziano Bonazzi,  Abraham Lincoln. Un dramma americano  (Il Mulino)
  - Piero Craveri,  L’arte del non governo. L'inesorabile declino della Repubblica italiana  (Marsilio)
- 2016
  - Vladimiro Satta, I nemici della Repubblica. Storia degli anni di piombo (Rizzoli)[6]
  - Ettore Cinnella, Ucraina. Il genocidio dimenticato (1932-1933) (Della Porta)
  - Silvia Salvatici, Nel nome degli altri. Storia dell'umanitarismo internazionale (Il Mulino)
- 2015
  - Leonardo Campus, I sei giorni che sconvolsero il mondo. La crisi dei missili di Cuba e le sue percezioni internazionali (Le Monnier)[7]
  - Emanuele Bernardi, Il mais “miracoloso”. Storia di un’innovazione tra politica, economia e religione (Carocci)
  - Antonio Martelli, Le due battaglie dell'Atlantico. La guerra subacquea, 1914-18 e 1939-45 (Il Mulino)
- 2014
  - Lucia Ceci, L'interesse superiore. Il Vaticano e l'Italia di Mussolini (Laterza)
  - Anna Foa, Portico d'Ottavia n. 13. Una casa del ghetto nel lungo inverno del ’43 (Laterza)
  - Gian Enrico Rusconi, 1914: attacco a Occidente (Il Mulino).